# Palachia medleri
Palachia medleri är en stekelart som beskrevs av Boucek 1978. Palachia medleri ingår i släktet Palachia och familjen gallglanssteklar.
Artens utbredningsområde är:
- Kamerun.
- Nigeria.

Inga underarter finns listade i Catalogue of Life.